# Малайский лягушкорот
Малайский лягушкорот (лат. Batrachostomus affinis) — вид птиц из семейства лягушкоротов. Иногда его считают конспецифичным с яванским лягушкоротом или Batrachostomus chaseni.
Вид распространён в Индокитае, Таиланде, Малайзии, на Калимантане и Палаване. Обитает в тропических и субтропических дождевых лесах.
Тело длиной до 24 см, хвост — 10—12 см. Масса 45—50 г.